# 泰園騎術中心
泰園騎術中心（英語：Tai Yuen Riding Centre），又稱泰園騎術學校，是香港首間私人騎術學校，於1980年代創辦，位於新界元朗新田青山公路28.5咪，鄰近錦繡花園及大生圍。騎術中心面積約3萬平方呎，擁有1個露天沙圈，是香港各間私人騎術學校中面積最小的一間。騎術中心擁有21匹馬，分為大馬及小馬，全為香港賽馬會退役馬匹，學員可助養成自己的私人馬匹。中心時常舉辦馬術比賽。

## 外部連結
- 泰園騎術中心